# Morris CDSW
O Morris CDSW, foi um rebocador de artilharia usado pelo exército britânico durante a Segunda Guerra Mundial para rebocar as artilharias de campo, como o canhão Ordnance QF 18 pounder, QF 4.5 inch howitzer e o Ordnance QF 25 pounder este último substituindo as duas primeiras. Ele também foi usado com um chassis modificado para levar o canhão antiaéreo Bofors 40 mm em regimentos antiaéreos leves. Ele foi substituído em sua tarefa principal de levar o canhão Ordnance QF 25 pounder pelo veículo Morris C8 Quad'.
CDSW é o seguinificado em inglês de indicação do modelo "C", duplo eixo traseiro "D", motor de seis cilindros "S" e guincho "W".